# Molukse muskaatduif
De Molukse muskaatduif (Ducula basilica) is een vogel uit de familie der Columbidae (Duiven en tortelduiven).

## Verspreiding en leefgebied
Deze soort is endemisch op de noordelijke en centrale Molukken en telt twee ondersoorten:
- D. b. basilica: noordelijke Molukken.
- D. b. obiensis: het eiland Obi (centrale Molukken).